# Fritz Gutsch
Fritz Gutsch (* 9. September 1878 in Karlsruhe; † 23. März 1971 in Friedberg (Hessen)) war ein deutscher Fußballspieler.

## Karriere

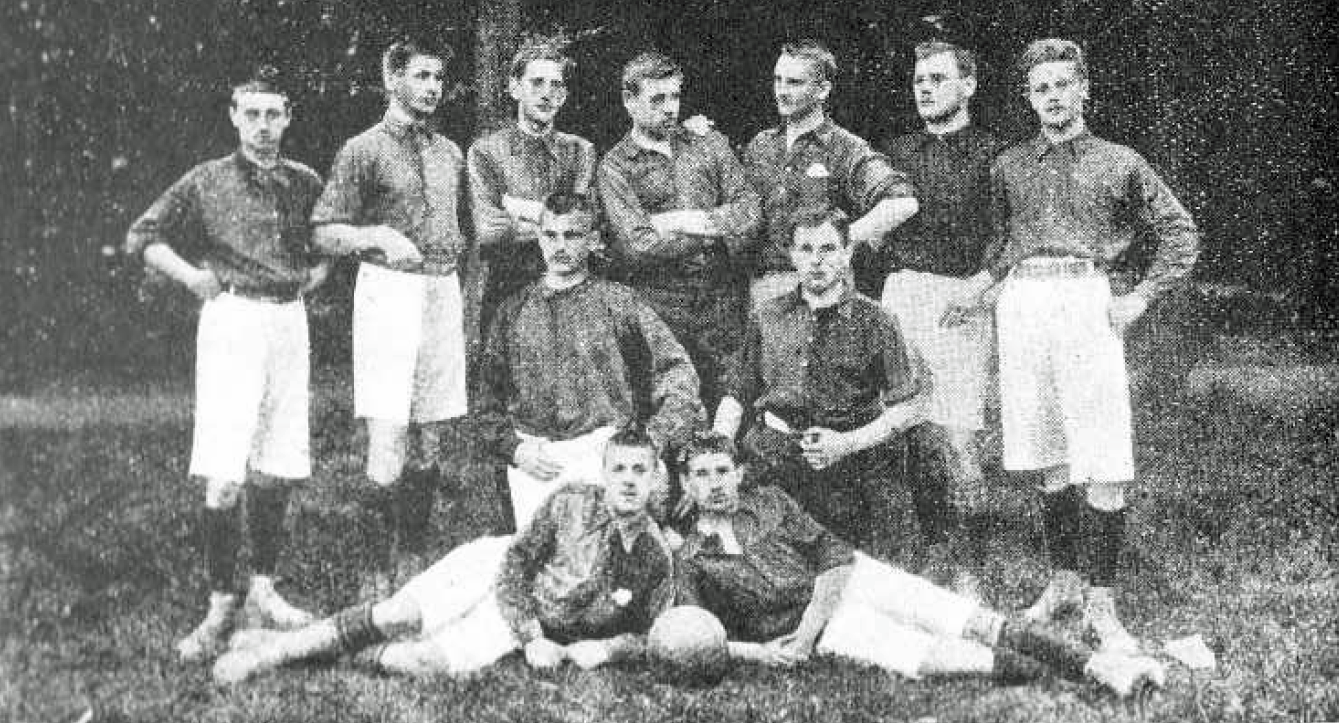
Fritz (eigentlich Friedrich) Gutsch (stehend, rechts) und Mitspieler des Karlsruher FV in einer Aufnahme aus dem Jahr 1899.

Gutsch, dem Karlsruher FV seit 1896 angehörig, war in dem vom Verband Süddeutscher Fußball-Vereine ausgetragenen Regionalen Spielbetrieb im Bezirk Baden als Abwehrspieler aktiv. In der 1902 ausgetragenen Endrunde um die Süddeutsche Meisterschaft gehörte er der Finalmannschaft an, die nach dem 5:1-Halbfinalsieg am 23. Februar 1902 in Karlsruhe über den 1. FC Pforzheim am 6. April 1902 mit 4:0 beim 1. Hanauer Fußball-Club 1893 gewann. Diesen Erfolg erzielte seine Mannschaft ein weiteres Mal und erneut gegen den vorgenannten Verein, der am 7. Dezember 1902 in Darmstadt mit 5:2 bezwungen werden konnte; die am 30. November 1902 mit dem FC Stuttgarter Cickers ausgetragene Halbfinalbegegnung zuvor endete mit 7:0. 1904 als Sieger aus dem Gau Mittelbaden hervorgegangen, nahm er erneut an der Endrunde um die Süddeutsche Meisterschaft teil und setzte sich mit seiner Mannschaft im Viertelfinale – wenn auch erst im Wiederholungsspiel gegen den Straßburger FV – und anschließend im Halbfinale gegen den FC Stuttgarter Cickers durch. Am 27. März gewann er mit seinem Verein seinen dritten Titel, da der FC Germania Frankfurt im Finale um die Süddeutsche Meisterschaft mit 5:0 in die Schranken verwiesen werden konnte. Das am 26. März 1905 gegen den 1. Hanauer Fußball-Club 1893 angesetzte Finalspiel fiel aus; da die Hanauer Mannschaft nur mit zwei Spielern antrat, erklärte der Schiedsrichter den Karlsruher FV mit 5:0 zum Sieger. 
Aufgrund der Erfolge der Jahre 1904 und 1905 nahm er mit seiner Mannschaft auch an der jeweiligen Endrunde um die Deutsche Meisterschaft teil. Sein Debüt gab er am 24. April 1904 in Leipzig bei der 1:6-Viertelfinalniederlage gegen den BTuFC Britannia 1892 aus Berlin. Ein Jahr später war er mit seiner Mannschaft im Viertelfinale erfolgreicher; auf dem Hanauer Exerzierplatz wurde der Duisburger SpV durch das von Julius Zinser in der 45. Minute erzielte Tor mit 1:0 bezwungen. Mit einem Freilos im Halbfinale erreichte er das am 11. Juni 1905 in Köln ausgetragene Finale um die Deutsche Meisterschaft im Weidenpescher Park. Doch gegen den BTuFC Union 92, dem Meister des Verbandes Berliner Ballspielvereine, unterlag er mit seinem Verein mit 0:2.
1906 musste sein Verein die Meisterschaft im Gau Mittelbaden dem 1. FC Pforzheim überlassen, obwohl sie die Saison als Meister gewann. Der nur für die zweite Mannschaft spielberechtigte Heinrich Link wurde in der ersten Mannschaft eingesetzt; somit wurden alle Spiele gegen die Mannschaft gewertet. 1907 wurde die Meisterschaft im Gau Mittelbaden gewonnen und die Mannschaft war diesbezüglich für die Endrunde Südkreis qualifiziert, die jedoch der Freiburger FC gewann. Der 1908 wiederholte Erfolg im Gau Mittelbaden verhalf zur erneuten Teilnahme an der Endrunde Südkreis – diesmal gewann der FC Stuttgarter Cickers. Als Viertplatzierter der Saison 1908/09 im leistungsdichteren und nicht in Gaue unterteilten Südkreis beendete er seine aktive Fußballkarriere.

## Erfolge
- Zweiter der Deutschen Meisterschaft 1905
- Süddeutscher Meister 1902, 1903, 1904, 1905
- Südkreismeister 1905
- Meister Gau Mittelbaden 1904, 1905, 1907, 1908

## Sonstiges
In der ersten vom Verband Süddeutscher Fußballvereine ausgetragenen Meisterschaft leitete er das am 8. Januar 1899 zwischen dem Freiburger FC und dem 1. FC Pforzheim ausgetragene Finale als Schiedsrichter.